# 佐々木正詞
佐々木 正詞（ささき まさし、1980年6月30日 - ）は、日本の元野球選手（外野手）。2003年より日本生命硬式野球部に所属している。

## 経歴
徳島県名東郡佐那河内村で育ち、徳島商に進む。自宅から高校まで毎日1時間以上かけて自転車で通学していたという。1年秋から外野手のレギュラーとなり、秋の県大会・四国大会ではチームトップの打率.510を記録して選抜大会出場に貢献した。本大会は初戦で長崎伸一を擁する天理と対戦し、サヨナラ負けを喫している。2年夏も選手権大会に出場し、兵動秀治のいる佐賀商業を2回戦で破るなど準々決勝まで進んだが、川口知哉を擁する平安に敗れた。
2年秋も1番打者として県大会と四国大会の14試合で打率.526、8盗塁の成績で3季連続の甲子園出場を支え、小谷野栄一らとともに全国屈指の巧打者として注目されていた。松本拓也を擁する日本航空との初戦では5打数4安打2盗塁の活躍を見せたが、3回戦で敗れた。3年夏も選手権大会に出場し、初戦で岐阜三田に敗れている。
高校卒業後は亜細亜大学に進み、同期の小山良男とともに1年春のリーグ戦からレギュラーとなった。1年秋のリーグ戦では打率.316でベストナインに選ばれ、2年春は主に3番・中堅手として打率.327の成績を残してベストナインとなり、チームの優勝に貢献した。4年生の2002年には全日本大学選手権で優勝し、同期の小山、木佐貫洋らとともに日米大学野球の代表に選ばれている。同年秋もリーグ優勝し、3度目のベストナインに選出された。4年間で、東都大学リーグ史上6位となる通算107安打を放っている。
日本生命に進むと1年目からレギュラーとなり、日本選手権では初戦の対三菱重工長崎戦で先制のランニング3ランホームランを放っている。2004年は俊足好打の野手としてドラフト指名候補と目され、JABA岡山大会では優勝に貢献してベストナインに選ばれた。2005年は5月のアジア選手権代表、9月のIBAFワールドカップ代表にそれぞれ選ばれ、器用さと勝負強さを評価されて日本生命と同じ1番ではなく6番打者を任された。
2005年と2006年は2年連続で社会人ベストナインに選ばれ、2012年には都市対抗野球大会10年連続出場を果たして表彰されている。